# История квакеров
Религиозное общество Друзей зародилось как движение в середине XVII века в Ланкашире (Англия). Его членов официально называют квакерами (от английского слова quake — трепетать), потому что они призывали «трепетать перед Господом». В первые годы своего существования движение столкнулось с сильным противостоянием и преследованиями со стороны властей, но продолжало развиваться и распространилось по всей Британии, а затем в Америке и в Африке.
Несмотря на сравнительно небольшую численность Общество Друзей всегда оставляло заметный след в истории социальных реформ. Пенсильвания (ныне штат США) была основана в 1682 г. квакером Уильямом Пенном и стала местом, где квакеры могли безопасно жить и исповедовать свою веру. Квакеры были заметной частью движения за отмену рабства, движения за равноправие женщин и антивоенного движения. Они также способствовали развитию образования, гуманизации обращения с заключенными и психически больными людьми. Это достигалось созданием или реформированием различных соответствующих учреждений. Предприниматели-квакеры сыграли заметную роль в осуществлении промышленной революции, особенно в Англии и Пенсильвании.
В XIX веке Общество Друзей в США претерпело ряд расколов, что привело к образованию различных ветвей этого движения. По оценкам Всемирного консультативного комитета Друзей в 2012 г. во всем мире насчитывалось около 377000 Друзей.

## Джордж Фокс и Религиозное общество Друзей
Квакерство свело вместе разрозненные группы сикеров (религиозное течение в Англии первой половины XVII века), что привело к формированию в 1647—1650 гг. Религиозного общества Друзей. Это было время социальных и политических потрясений, когда авторитет многих общественных институтов был поставлен под сомнение. Джордж Фокс и его ведущие последователи — Джеймс Нейлер, Ричард Хабберторн, Маргарет Фелл и многие другие — в своих проповедях ориентировались как на потенциальных участников квакерского движения на «рассеянных баптистов», разочарованных солдат, обеспокоенных простых людей. Противостояние с государственной церковью и её руководством, а также местными властями, убеждало тех, кто с интересом слушал о новой секте, в правдивости их наставлений о том, том, что Бог может говорить с обычными людьми через своего воскресшего сына, что нет необходимости слушаться церковников, платить десятину и участвовать в лживых религиозных обрядах.
В 1651—1652 гг. учение нашло благодатную почву в северной Англии, где было создано его ядро. Оттуда его влияние стало распространяться на юг — сначала на Лондон, а затем на другие регионы. Первое время разрозненные группы оставались без организационного единства, но постепенно происходила консолидация, прежде всего на севере. Первое собрание (организационная ячейка) было создано в Дарэме в 1653 г. Это позволило оказать финансовую поддержку миссионерам, которые направлялись на юг и за границу. Какое-то время казалось, что квакеры являются потенциальной угрозой государственной машине Кромвеля. Даже арест их лидеров не смог замедлить распространение движения. Наоборот, в судах они нашли себе новую аудиторию.

## Деятельность Джеймса Нейлера
В 1656 г. популярный квакерский проповедник Джеймс Нейлер совершил поступок, выходивший за рамки обычной для квакеров практики. Он под проливным дождем въехал в Бристоль на лошади в сопровождении нескольких мужчин и женщин, которые кричали: «Святой, святой, святой» и расстилали свои одежды на земле, имитируя вход Иисуса в Иерусалим. По-видимому, это была попытка подчеркнуть, что «Свет Христа» есть в каждом человеке, однако большинство наблюдавших это действо решили, что Нейлер и его последователи считали его Иисусом Христом. Все они были арестованы местными властями и переданы парламенту, который рассмотрел это дело. Столь еретичные взгляды Нейлера привели членов парламента в ярость. Его подвергли жестоким телесным наказаниям и отправили в бристольскую тюрьму на неопределенный срок. Этот случай особенно плохо сказался на респектабельности движения в глазах лидеров пуритан, потому что многие считали настоящим руководителем квакеров Нейлера, а не Фокса, который в то время сидел в тюрьме.
Многие историки рассматривают это событие, как поворотный момент в ранней истории квакеров, потому что с этого времени многие лидеры движения, особенно Дж. Фокс, начинают прилагать усилия для повышения авторитета сообщества, чтобы предотвратить подобное поведение отдельных личностей. Эта работа привела к появлению в 1666 г. послания «Свидетельство от братии». В этом году в Лондоне собрались примерно 12 влиятельных Друзей под руководством Ричарда Фарнворта (Фокс находился в тюрьме в Скарборо) и подготовили документ. Он был направлен тем, кто, как в нём сказано, презирал порядок, «без которого мы не можем оставаться святыми и непорочными». В нём устанавливались правила по поддержанию надлежащего порядка, который им хотелось бы видеть среди приверженцев движения. Он лишал раскольников возможности занимать должности и запрещал им осуществлять поездки дабы не распространять ошибочные взгляды.
В дальнейшем процесс централизации движения продолжился. Он был направлен на изоляцию любых раскольников, которые ещё время от времени проявлялись в Обществе. Фокс также инициировал создание женских собраний по дисциплинарным вопросам; им была придана важная роль регистрации браков, что послужило изоляции недовольных и их выходу из движения. В 1660-х и 1670-х гг Фокс совершал поездки по стране, создавая более формальную структуру месячных (местных) и квартальных (региональных) собраний. Такая структура существует в Великобритании до сих пор.

## Другие споры раннего периода
Из-за подобных тенденций в 1660-х и 1670-х гг. в Обществе велась острая полемика. Сначала Джон Перрот, прежде уважаемый проповедник и миссионер, поставил под сомнение, что на собраниях мужчинам следует снимать шляпы во время выступлений других Друзей. Он также выступил против планируемого расписания молитвенных собраний. Вскоре этот незначительный вопрос вылился в нападки на властные полномочия центральных структур. Несколько позже, в 1690-х гг. Уильям Роджерс из Бристоля и одна группа из Ланкашира, которую представляли два уважаемых лидера Джон Стори и Джон Уилкинсон, откололись от Общества. Они были несогласны с увеличением влияния женщин и концентрации власти у лондонских Друзей.
К концу XVII века почти все авторы «Свидетельства от братии» уже скончались, но власть осуществлялась через структуры, находящиеся в Лондоне. Влияние диссидентских групп сошло почти на нет.

## Женщины и равенство
Одним из самых радикальных нововведений квакеров была почти равная роль женщин. Несмотря на остатки сильных патриархальных элементов Друзья верили в духовное равенство женщин. Им было позволено играть гораздо более активную роль, чем в других радикальных английских сектах времен гражданской войны. Среди многих квакерских проповедниц и женщин-авторов 1650—1670-х гг. можно выделить Маргарет Фелл, Дороти Уайт, Хестер Бидл, Сару Блэкбороу, Ребекку Трэверс, Элис Кервен. Однако попытки ранних квакеров защищать своих женщин и в самом начале были не особо эффективны, а после реставрации монархии в 1660 г. их стремление публично защищать своих проповедниц становится ещё менее заметным, особенно после того, как те избрали тактику нарушения порядка на церковных богослужениях.
Женские собрания были организованы в качестве средства для вовлечения женщин в менее значимые, «женские» занятия. Некоторые квакеры-мужчины пытались исключить женщин из общественных дел движения, в которых те обладали некоторыми полномочиями и обязанностями, например, распределяли помощь бедным и обеспечивали то, чтобы квакерские браки не рассматривались как аморальные.
Квакеры продолжали открыто собираться на свои богослужения. На них налагались тяжелые штрафы, и как в предыдущие годы власти обращались с женщинами так же сурово, как и с мужчинами.

## Преследования в Англии
В первый раз Дж. Фокс был заключен в тюрьму в 1650 г. Его подвергали тюремному заключению снова и снова до 1670-х гг. Вместе с ним отправлялись в застенки и другие квакеры. Их обвиняли в нарушении общественного порядка, в некоторые годы — в кощунстве.
Два закона, принятые, парламентом, особенно осложнили жизнь Друзей. Первым был «Закон о квакерах» от 1662 г., который признавал незаконным отказ от принятия присяги на верность Короне. Тем, кто отказался давать клятву на верность Короне, запрещалось проводить какие-либо тайные встречи. Так как Друзья считали, что давать «суеверные» клятвы — неправильно, их свобода вероисповедания оказалась под ударом. Вторым был «Закон о сектантских молениях» от 1664 г., который подтвердил что проведение любых тайных собраний теми, кто отказался присягнуть на верность Короне, является преступлением. Несмотря на эти законы, Друзья продолжали встречаться открыто. Они считали, что таким образом свидетельствуют о силе своих убеждений и готовы подвергаться риску пострадать за правое дело.

### Окончание преследований в Англии
При Якове II преследования квакеров в Англии практически прекратились. В 1687 г. король издал «Декларацию о снисходительности». Было широко распространено мнение, что её автором является квакер Уильям Пенн.
В 1689 г. был принят «Закон о терпимости». Он объявлял свободу совести, запрещал религиозные преследования и делал незаконным вмешательства властей в богослужения религиозных групп. Таким образом, к квакерам стали относиться терпимо, хотя не везде и не во всем.

## Нидерланды
Квакеры впервые прибыли в Нидерланды в 1655 г., когда Уильям Эймс и племянник Маргарет Фелл Уильям Катон поселились в Амстердаме. Они надеялись найти в Нидерландах убежище от преследования в Англии и считали, что в этой стране к ним будут относиться как к голландским коллегиантам и меннонитам, которые также искали там убежище. Однако английские квакеры столкнулись с теми же преследованиями, как и у себя на родине. Со временем появились обращенные в квакерство голландцы, и из Амстердама проповедники начали поездки по стране и в соседние государства. В 1661 г. Эймс и Катон посетили курфюшество Пфальц на Рейне и встретились в Гейдельберге с курфюрстом Карлом I Людвигом.
Квакер и будущий основатель Пенсильвании Уильям Пенн, чья мать была голландкой, посетил Нидерланды в 1671 г. и лично наблюдал гонения на квакеров Эмдена. В 1677 г. он ещё раз приехал в эту страну, на этот раз с Дж. Фоксом и Робертом Баркли. В поместье и одновременно религиозной общине Вальта-Касл близ деревни Вьюверт (провинция Фрисландия) он безуспешно пытался обратить в квакерство близких им по взглядам лабадистов. Они также посетили Франкфурт в сопровождении амстердамского квакера Яна Клауса, который переводил для них. Его брат, Якоб Клаус, переводил на голландский язык и издавал квакерские книги. Он также сделал карту Филадельфии, столицы «святого эксперимента» Пенна.
Привлекательность жизни в Новом свете, свободной от преследований, привела к постепенной миграции голландских квакеров. В Роттердаме английским квакерам было разрешено перевозить на кораблях людей и грузы без ограничений, и в XVIII веке многие голландские квакеры эмигрировали в Пенсильванию. В 1710 г. в Амстердаме было примерно 500 квакерских семей, но к 1797 г. в городе оставалось только семь квакеров.
Изабелла Мария Гоуда (1745—1832 гг.), внучка Яна Клауса, вела хозяйство в доме собраний у канала Кейзерсграхт, но когда она перестала платить арендную плату, Лондонское Годовое собрание выселило её. Присутствие квакеров в Голландии прервалось в начале 1800-х гг и возобновилось в 1920-х. Нидерландское Годовое собрание было создано в 1931 г.

## Преследования в Новом Свете
В 1657 г. некоторые квакеры смогли найти убежище в Провиденских плантациях (ныне штат Род-Айленд, США), основанных Роджером Уильямсом. Другие же столкнулись с преследованиями в пуританском Массачусетсе. В 1656 г. Мэри Фишер и Энн Остин начали проповедовать в Бостоне. Их посчитали еретичками из-за того, что они настаивали на индивидуальном послушании Внутреннему свету. Они были арестованы и приговорены к высылке из Колонии Массачусетского залива. Их книги сожгли, а большую част собственности конфисковали. После тюремного заключения, проходившего в тяжелых условиях, их депортировали.
В Новой Англии некоторых квакеров заключали в тюрьмы или высылали. Кое-кого пороли и клеймили. Кристоферу Холдеру, например, отрезали ухо. Некоторых, по приказу руководителей пуритан, казнили, обычно за невыполнение приказов о высылке. В 1660 г. казнили Мэри Дайер. Тремя другими мучениками за квакерскую веру стали Уильям Робинсон, Мармадьюк Стивенсон и Уильям Леддра. Эти события описаны Эдвардом Бурроу в «Декларации о печальных и великих гонениях и мученичестве в Новой Англии народа Божьего, называемого квакерами, за поклонение Господу» (1661 г.). Примерно в 1667 г. английские квакеры Элис и Томас Кервены, занимавшиеся проповедованием в колониях Род-Айленд и Нью-Джерси, были арестованы в Бостоне и согласно законам Массачусетса публично выпороты.
В 1657 г. группа квакеров из Англии прибыла в Новый Амстердам. Один из них, Роберт Ходжсон, проповедовал при большом скоплении людей. Его арестовали, заключили в тюрьму и подвергли порке. Некоторые голландские колонисты, симпатизировавшие квакерам, поспособствовали его освобождению. Губернатор Питер Стёйвесант издал суровый указ, по которому любое лицо, признанное виновным в укрывательстве квакеров, наказывалось штрафом и лишением свободы. Почти сразу же после появления указа, 27 декабря 1657 г., Эдвард Харт, городской клерк того местечка, которое сейчас является нью-йоркским районом Флашинг, собрал своих знакомых горожан, и они написали петицию Стёйвесанту (она получила название «Флашингское возражение»). В ней была ссылка на устав городка Флашинг от 1645 г., в котором обещалась свобода совести. Стёйвесант арестовал Харта и ещё одного чиновника — того, кто вручил ему документ. Ещё двух членов городского совета, подписавших петицию, он посадил в тюрьму, а других подписавших заставил отречься от своих подписей. Однако квакеры продолжали встречаться во Флашинге. В 1662 г. Стёйвесант арестовал фермера Джона Боуна за проведение в его доме незаконных собраний и выслал его из колонии. Боун сразу же отправился в Амстердам, чтобы там вступились за квакеров. Хотя голландская Вест-Индская компания называла квакерство «отвратительной религией», все же в 1663 г. она отменила решения Стёйвесанта и приказала ему «позволять каждому иметь свою собственную веру».

## Уильям Пенн и колонизация Пенсильвании
Уильям Пенн, фаворит короля Карла II, в 1681 г. получил в собственность Пенсильванию и попытался провести в ней «святой эксперимент», оказывая внимание мирским и духовным вопросам. В Пенсильвании была гарантирована свобода вероисповедания, её соблюдение привлекло на землю новой колонии много квакеров и других поселенцев. Политический контроль осуществлялся квакерами, но они не проявляли единства в вопросах финансирования защиты колонии и военных операций. В итоге они отказались от политической власти. Квакеры инициировали второй «святой эксперимент», активно создавая и участвуя в добровольных благотворительных ассоциациях, не входя при этом в правительство. Программы гражданской активности включали в себя строительство школ, больниц и приютов по всему городу Филадельфия. Новым стилем деятельности Друзей стал увещевательный морализм, происходивший из чувства сострадания к тем, кто оказался в критической ситуации. Очень активная филантропия была возможна благодаря состоятельности предпринимателей-квакеров, живших в Филадельфии.
У Друзей не было рукоположенных служителей, поэтому они не нуждались в семинариях для богословской подготовки. Как результат, в колониальный период они не открывали колледжей и не участвовали в основании Пенсильванского университета. Квакерские учебные заведения стали появляться только в XIX веке. Основными квакерскими колледжами стали Хаверфордский колледж (основан в 1833 г.), Эрлемский колледж (1847), Свортморский колледж (1864) и Брин-Мар-колледж (1885).

## Восемнадцатый век
Джордж Фокс умер в 1691 г. Так что квакерское движение вошло в XVIII век без одного из своих самых влиятельных лидеров. Благодаря «Акту о веротерпимости» от 1689 г. люди в Великобритании не могли объявляться преступниками просто из-за того, что они являлись Друзьями.
В это столетие квакеров особо стали отмечать за их честность в социальных и экономических вопросах. Многие квакеры открыли свои производства или занялись торговлей, в частности потому что в то время им не разрешалось учиться в высших учебных заведениях. Эти предприниматели-квакеры добивались успеха так же и потому, что люди доверяли им. Клиенты знали, что квакеры были твердо убеждены в необходимости сразу устанавливать справедливую цену на товар, а не торговаться. Они также знали, что квакеры обращают особое внимание на качество работы и на то, чтобы произведенное ими соответствовало своей цене.
В то время к хорошо известной продукции, производимой квакерами, относились железо и сталь Абрахама Дарби II и Абрахама Дарби III, фармацевтическая продукция Уильяма Аллена. В Броузли, английское графство Шропшир, находится дом собраний, построенный семейством Дарби.
В Северной Америке квакеры, как и другие религиозные группы, оказались вовлечены в процесс миграции в сторону фронтира. Сначала это было движение на юг — из Пенсильвании и Нью-Джерси по Большой Повозочной дороге. Исторические дома собраний, такие как дом собраний Друзей в Хоупвелле, графство Фредерик, штат Виргиния (построен в 1759 г.), и дом собраний Друзей в Саут-Ривер, Лингбург, Виргиния (1798 г.), стоят как свидетельство расширения границ расселения американских квакеров. Из Мэриленда и Виргинии квакеры направлялись в Каролину и Джорджию, и далее на запад.
Помимо преуспевания в торговле и развитии промышленности Друзей все больше начинают беспокоить социальные проблемы. Друзья становятся более активными в общественных делах.
Одним из острых вопросов того времени было рабство. В 1733 г. месячное собрание Джермантауна (Пенсильвания) занесло в протокол свое решение о неприятии рабства. Однако аболиционизм не стал общей точкой зрения в Обществе Друзей до тех пор, пока за продвижение этой идеи не взялись обеспокоенные квакеры, такие как Джон Вулман.
Вулман жил в Нью-Джерси. Он был фермером, торговцем, портным. Дж. Вулман пришел к твердому убеждению, что рабство — это порок. В то время некоторые квакеры все ещё владели рабами. В целом они выступали против плохого обращения с рабами и способствовали привитию им христианской веры. Вулман же утверждал, что вся традиция рабовладения — покупка, продажа, владение людьми — неправильна в принципе. Квакеры стали с ним соглашаться и проявлять большую активность в аболиционистском движении. Филадельфийское Годовое собрание запретило своим членам владеть рабами в 1776 г.
Другой вопрос, ставший предметом заботы квакеров, — лечение психически больных людей. В 1796 г. чаеторговец Уильям Тьюк открыл в г. Йорк (Великобритания) больницу «Ретрит». Это было место, где к психически больным относились достойно, как и положено, по мнению Друзей, относиться ко всем людям. В те времена большинство лечебниц для психически больных держали пациентов в ужасных условиях, не оказывая им никакой помощи.
Квакерская приверженность пацифизму прошла через испытания во время Американской революции, потому что многие друзья, жители Тринадцати колоний, с конфликтом идеалов патриотического чувства к образовавшимся Соединенным Штатам и своему отрицанию насилия. Несмотря на эту дилемму значительное число квакеров все же в той или иной форме приняли участие в Американской революции.
К концу XVIII века квакеры стали достаточно заметны и признаны в обществе. Одним из косвенных свидетельств такого признания является то, что текст конституции Соединенных Штатов составлен так, чтобы людям можно было использовать слово «утверждаю» вместо «клянусь».

## Отношение к рабству в Обществе Друзей
Большинство квакеров в XVII-начале XVIII вв. по прибытии в Америку обзаводились рабами. В период с 1681 до 1705 70 % квакеров владели рабами. Однако уже с 1688 г. квакеры стали активно обсуждать проблему рабовладения, и к 1756 г. только 10 % из них оставались рабовладельцами. Одним из первых свидетельств такой активности является петиция квакеров Джермантауна против рабства, написанная в 1688 г. и распространенная по другим собраниям. В этом документе, написанном Францем Даниелем Пасториусом, в частности говорится: «Мы выступаем против того, чтобы людей грабили и продавали против их воли и привозили сюда».
С 1755 по 1776 г. квакеры активно занимались освобождением рабов. В том числе они создавали организации для содействия упразднению рабства. При поддержке квакеров Бенджамин Франклин и Томас Джефферсон смогли убедить Континентальный конгресс запретить ввоз рабов в Америку с 1 января 1775 г. К тому времени Пенсильвания была колонией с самыми сильными антирабовладельческими настроениями. При поддержке Франклина было создано «Пенсильванское общество для содействия упразднению рабства, помощи свободным неграм, незаконно содержащимся в кабале, а также для улучшения условий жизни африканской расы». В ноябре 1775 г. бывший королевский губернатор Виргинии заявил, «что все рабы будут освобождены, если они проявят готовность сражаться за Великобританию». Это в свою очередь подвигло Джорджа Вашингтона также позволить рабам в колониях вербоваться а армию, чтобы они не попытались бежать и воевать на стороне противника для получения свободы. Благодаря принятию Джорджем Вашингтоном этого закона около пяти тысяч афроамериканцев пошли служить в революционную армию и получили свободу по окончании службы. К 1792 г. во всех штатах от Массачусетса до Виргинии действовали схожие антирабовладельческие группы. С 1780 по 1804 г. рабство было в значительной степени отменено во всей Новой Англии, Средне-Атлантических штатах, а также на территориях Северо-Запада.
Однако в южных штатах рабство по-прежнему было очень широко распространено. По этой причине через все Соединенные Штаты была создана неформальная сеть домов-убежищ и маршрутов перевоза спасаемых рабов, когда они бежали с юга в Канаду или в свободные от рабства штаты. Эта сеть получила название «Подземной железной дороги». Квакеры играли значительную роль её в функционировании. Благодаря им помощь получило множество рабов. Непосредственно на северной стороне линии Мейсона-Диксона располагался квакерский округ Честер, Пенсильвания. Это место было одной из первых ключевых точек «Подземной железной дороги», его называли «очагом освобождения». Тем не менее не все квакеры были такого же мнения о деятельности «Подземной железной дороги», так как рабство все ещё оставалось разрешенным во многих штатах, и поэтому оказывать помощь рабам в бегстве и обретении свободы было противозаконно. Многие квакеры, которые считали рабов равными себе, предпочитали «лгать» охотникам за беглыми рабами, когда те спрашивали, есть ли в их доме беглый раб. Они отвечали «нет», потому что по их мнению не было такого понятия, как раб. Другие же квакеры смотрели на это как на нарушение закона и, следовательно, нарушения состояния мира, что шло вразрез с квакерской приверженностью пацифизму. Более того, квакеры всячески пытались отстраниться от участия в деятельности судов и органов власти. Такие разногласия приводили к образованию небольших, более независимых ветвей квакерства, в которых собирались люди со схожими убеждениями и взглядами.

## Девятнадцатый век

### Влияние квакеров на общество
В XIX веке Друзья продолжали оказывать влияние на окружавший их мир. Многие из промышленных предприятий, основанных Друзьями в XVIII веке, продолжили свою работу. Было основано и много новых. Квакеры продолжали и наращивали свою деятельность по установлению социальной справедливости и равенства. Их вклад в общественный прогресс был многосторонним, и охватывал такие области как наука, литература, искусство, право и политика.
В сфере промышленности отличился Эдвард Пис, построивший в 1825 г. в северной Англии железную дорогу Стоктон-Дарлингтон. Это была первая в мире современная железная дорога. По ней перевозился уголь из шахт в морские порты. Генри и Джозеф Раунтри владели шоколадной фабрикой в Йорке, Англия. Когда Генри умер, Джозеф продолжил работу сам. Он предоставил работникам фабрики больше льгот, чем большинство работодателей того времени. Он также финансировал строительство дешёвого жилья для бедных. Джон Кэдбери основал ещё одну шоколадную фабрику, которой впоследствии управляли его сыновья Джордж и Ричард. Основателем ещё одной шоколадной фабрики стал Джозеф Сторрз Фрай из Бристоля.
В XIX веке квакеры также активно продвигали идею равноправия всех людей. Ещё в 1811 г., Элиас Хикс опубликовал брошюру, в которой говорилось, что рабы являются «призовым товаром», то есть продуктом пиратства, а, следовательно, и получение прибыли от их труда идет вразрез с квакерскими принципами. От этого был один короткий шаг к отказу от использования всех продуктов, произведенных с помощью рабского труда, к организации движения за продукцию без рабского труда, которое получило поддержку среди квакеров и других людей, но так же вызывавшее разногласия. Такие женщины-квакеры как Лукреция Мотт и Сьюзен Энтони присоединились к аболиционистскому движению, что подвигло их к политическому сотрудничеству с не-квакерами в деятельности против института рабства. В некоторой степени в результате их отстранения от аболиционистской деятельности, впоследствии они изменили направленность своих усилий на избирательное и другие социальные права для женщин. Томас Гарретт, участвовавший в движение за отмену рабства, лично помог Гарриет Табмэн избавиться от рабства и участвовать в координации деятельности «Подземной железной дороги». Ричард Диллингэм умер в тюрьме штата Теннесси, куда был заключен за попытку помочь некоторым рабам бежать. Активным аболиционистом был Леви Коффин. Он помог тысячам беглых рабов перебраться в Канаду, а также открыл магазин, в котором продавал товары, произведенные бывшими рабами.
Тюремная реформа была в то время ещё одним вопросом, являвшимся особой заботой квакеров. Элизабет Фрай и её брат Джозеф Джон Герни убеждали общественность в необходимости более гуманного обращения с заключенными и отмены смертной казни. Они сыграли ключевую роль в создании Ассоциации по улучшению содержания женщин-заключенных в Ньюгейте, которой удалось улучшить условия пребывания женщин и детей в этой тюрьме. Их работа привела к усилению интереса к проблемам тюремной системы в целом и была одним из факторов, в итоге повлиявших на принятие парламентом решений по улучшению содержания заключенных и уменьшению количества преступлений, за которые полагалась смертная казнь.
В ранние годы существования Общества Друзей квакерам не разрешалось получать высшее образование. Но постепенно у некоторых из них появлялась возможность поступать в университеты и другие высшие учебные заведения, что привело к проникновению квакеров в различные сферы науки. Томас Юнг, английский квакер, проводил оптические эксперименты и внес значительный вклад в волновую теорию света. Он открыл механизм работы глаза как линзы, описал астигматизм и сформулировал гипотезу о восприятии цвета глазом. Юнг также занимался переводом древнеегипетских надписей на Розеттском камне. С его работ началось понимание иероглифов. Джозеф Листер, основываясь на работах Пастера о микробах, продвигал идею использования стерильных материалов в медицине. Томас Ходжкин был патологоанатомом и внес значительный вклад в развитие анатомии. Он был первым врачом, описавшим тип лимфомы, которая позже была названа его именем. Он также увлекался историей, активно участвовал в движении за отмену рабства и по защите представителей коренных народов. Среди разносторонних научных достижений Джона Дальтона были исследование нарушения цветоощущения (в честь него за этим недугом закрепилось название «дальтонизм») и формулировка основ атомной теории строения вещества.
Сначала квакеры не были склонны заниматься искусством. Для многих квакеров этот вид деятельности противоречил их приверженности простоте и считался слишком «мирским». Однако некоторые квакеры того времени известны своим творчеством. Американец Джон Гринлиф Уиттьер был редактором еженедельного журнала и поэтом. Среди его работ были стихи, в которых затрагивалась история квакеров, и гимны, выражавшие квакерские идеи. Он также был известным противником рабства. Эдвард Хикс писал картины на религиозные и исторические темы в стиле «наивного искусства». Британец Фрэнсис Фрит, фотограф-пейзажист, был основателем туристической фотографии и автором тысяч работ.
На первых порах квакеры были ограничены, как законами, так и своими собственными убеждениями, в политической деятельности и в сфере права. Но по прошествии времени некоторые из них попробовали свои силы на этом поприще. Джозеф Пис, сын Эдварда Писа, уже упоминавшегося выше, продолжил и расширил деловые начинания своего отца. А в 1832 г. он стал первым квакером, избранным в парламент. Ноах Хейнс Суэйн — единственный квакер, занимавший должность в Верховном суде США. Он был членом суда в 1862—1881 гг. и решительно выступал против рабства. В молодые годы ему пришлось перебраться из рабовладельческого штата Виргиния в Огайо, штат свободный от рабства.

### Теологические разногласия
Квакеры столкнулись с теологическими разногласиями в вопросах внутренней догматики и по отношению к усиливающейся евангелизации. Что в итоге привело к их разделению на три основные ветви. Сказывались также социальные и психологические закономерности, связанные с развитием окружающего мира, новые общественные проблемы и гражданская война в США (1861—1865 гг.). Наиболее многочисленной ветвью в США стали «герниты», попавшие под влияние ривайвелизма и «движения святости». Постепенно они официально приняли такие радикальные новшества, как пасторское служение. Менее многочисленные «хикситы» стали более либеральными в своих взглядах. «Вилбуриты» остались наиболее ортодоксальными и испытали сокращение своей численности.
После 1839 г., в период «Второго великого пробуждения» Друзья попали под влияние ривайвелизма, охватившего США. Значительную роль в этих процессах сыграли Роберт Пирсел Смит и его жена Ханна, квакеры из Нью-Джерси. Их деятельность привела к появлению множества новых христианских групп. Ханна Смит также проявляла активность в движении за предоставление женщинам избирательных прав и в движении трезвости.

#### Хикситы и ортодоксы
В 1827—1828 гг. произошел раскол в пяти американских годовых собраниях — в Филадельфии, Нью-Йорке, Огайо, Индиане и Балтиморе. Главным образом Друзья из сельских районов, всё в большей степени ропщущие из-за усиливающегося влияния городских лидеров, встали на сторону популярного проповедника Элиаса Хикса, выступив против строгой дисциплины в вопросах евангельского вероучения. Тех, кому были близки идеи Э.Хикса, стали называть «хикситами»; тех, кто выступали против него — «ортодоксами». Численность последних была в целом выше, но они пострадали от дальнейших расколов. Единственным разделением у хикситов был выход в 1840-х гг. небольшой группы радикально настроенных членов («прогрессивные Друзья»), выступавших за более активное участие в антирабовладельческом движении. Они создали собственные организационные структуры, просуществовавшие отдельно несколько десятков лет.

#### Герниты и вилбуриты
В начале 1840-х годов американские ортодоксальные Друзья следили за диспутом между Джозефом Джоном Герни из Англии и Джоном Вилбуром из американского штата Род-Айленд. Герни, встревоженный примером отделения хикситов, настаивал на авторитете Библии и выступал за тесное сотрудничество с другими христианскими группами. В ответ Вилбур отстаивал авторитет в первую очередь Святого Духа старался предотвратить размывание традиции служения, ведомого Святым Духом. После критики в адрес Герни в частном порядке при общении с сочувствующими ему Друзьями Вилбур в 1842 г. был исключен из своего годового собрания. В течение следующих нескольких десятилетий произошел ряд разделений между «вилбуритами» и «гернитами».
Начиная с 1870-х гг. многие американские гернитские собрания под влиянием своих молодых лидеров, входивших в «движение святости», стали отходить от традиционной квакерской практики молчаливого богослужения. Это привлекло в ряды Общества тысячи новых членов, что в свою очередь привело к появлению оплачиваемых пасторов, планируемых проповедей, духовных «пробуждений», гимнов и других элементов протестантских богослужений. К 1900 г. эти собрания собрания почти полностью перешли на пасторскую форму богослужения. Молитвенные собрания такого типа сейчас известны как «программированные» собрания. Традиционные молчаливые богослужения называются «непрограммированными» собраниями. Однако между этими типами есть различные переходные формы.

#### Бикониты (Великобритания)
В XIX веке Друзья в Британии большей частью были в своей вере строгими евангелистами и избежали крупных разделений, хотя они общались только с американскими ортодоксами и большей частью игнорировали хикситов.
«Биконитское» расхождение названо по имени опубликованной в Англии в 1835 г. книги A Beacon to the Society of Friends («Маяк для Общества Друзей») под авторством Исаака Крудсона. Он являлся зарегистрированным проповедником Манчестерского собрания. Споры возникли ещё в 1831 г., а доктринальные разногласия завершились зимой 1836—1837 гг. лишением членства И. Крудсона и 48 членов Манчестерского собрания. По всей Англии ещё около 250 человек покинули свои собрания. Многие из них присоединились к Плимутским братьям, привнеся в это религиозное общество традицию простоты богослужения.

### Отношения с коренными американцами
После Гражданской войны в США президент Грант под влиянием квакеров приступил к осуществлению «политики мира» в отношении американских индейцев. Квакеры приняли самое активное участие в этой программе. Они были движимы высокими идеалами, не особо заботясь о обращении индейцев в христианство. Обладая высокой организованностью и энтузиазмом, оставшимися после успешной борьбы за отмену рабства, квакеры были готовы пустить свою энергию на работу с племенами Запада. С 1869 по 1885 г. они служили в качестве полномочных агентов в многочисленных резервациях. Однако их конечная цель ассимиляции и включения индейцев в американскую культуру не была достигнута из-за спонтанного занятия земель фронтира белыми поселенцами и выбора Конгрессом США политики патронажа.

## Организационные изменения на рубеже XIX и XX веков
В 1887 г. в Ричмонде (Индиана, США) состоялась конференция ортодоксальных Друзей, которая приняла «Ричмондскую декларацию веры». Организационным итогом развития ортодоксального квакерства в США стало создание в 1902 г. Пятилетнего Собрания, ныне Объединенное собрание Друзей (ОСД).
Ко времени проведения Ричмодской конференции среди квакеров Великобритании уже были заметны либеральные настроения. Поэтому Лондонское Годовое собрание так и не подписало Ричмондскую декларацию. А уже в 1895 г. в Манчестере (Великобритания) прошла конференция британских квакеров, которая привела к решительному усилению либеральных тенденций. В 1903 г. близ Бирмингема создается Вудбрукский колледж, ставший основным учебным центром европейских квакеров.
В 1889 году в Сан-Хосе (Калифорния, США), выходцами из ортодоксальных собраний создается Ассоциация Друзей в Колледж-Парке, впоследствии выросшая в независимое либеральное Тихоокеанское Годовое собрание.
В 1900 г. в Северной Америке либеральные собрания объединились в организацию, названную Всеобщей конференцией Друзей с центром в Филадельфии (Пенсильвания, США).

## Двадцатый век

### Начало процесса объединения
XX век был отмечен в квакерстве движением к единству, хотя к концу века разные направления в движении оказались четко организационно определены. К началу Первой мировой войны почти все квакеры в Англии и многие квакеры в США оказались приверженцами так называемого «либерализма», под которым прежде всего понималась религия, акцентировавшая внимание не на утверждаемых организацией теологических формулировках, а на социальном действии и пацифизме. Поэтому в 1955 г. на общей основе либерализма произошло объединение двух филадельфийских собраний и двух нью-йоркских собраний (бывших ортодоксов и хикситов), а в следующем десятилетии — двух собраний в Балтиморе. Со временем вследствие этих либеральных изменений стала более отчетливо проявляться линия разделения между различными ветвями Друзей.
Вступление США в Первую мировую войну стало причиной создания в 1917 г. Американского комитета Друзей на службе обществу (АКДСО), первыми руководителями которого были Руфус Джонс и Генри Кэдбери. Это было значимым шагом к объединению действий представителей различных ветвей квакерства. Подобный комитет уже существовал в Великобритании. Их основной задачей было оказывать помощь молодым квакерам независимо от их принадлежности к тем или иным собраниям, столкнувшимся с проблемой призыва на военную службу. После войны АКДСО стал терять поддержку со стороны наиболее евангельски настроенных Друзей, которые считали, что он заражен теологическим либерализмом, однако остальные собрания и многие выдающиеся Друзья, такие как, например, президент США Герберт Гувер, продолжали оказывать поддержку этой организации. Уже к тому времени несколько евангелистских собраний стали объединять усилия для противостояния влиянию теологии либерализма, но организационно разрыв и образование Ассоциации евангелических Друзей — ныне Международная евангелическая Церковь Друзей — произошли только после Второй мировой войны (1947 г.).
Для преодоления разобщенности в 1920 г. в Лондоне, а затем в 1937 г. в Пенсильвании, США, либерально настроенные Друзья организовали международные конференции квакеров. Свидетельством продвижения к единству действий явилось создание в 1943 г. в Вашингтоне Комитета Друзей по национальному законодательству, как организации для лоббистской деятельности. Созданный по результатам конференции 1937 г., Всемирный консультативный комитет Друзей в 1958 г. был реорганизован с целью сформировать нейтральную площадку, где могли бы собраться вместе представители всех ветвей Общества Друзей, рассматривая общие проблемы и больше узнавая друг о друге. ВККД проводил трехгодичные конференции, которые собирались в различных частях света. мира, но она не нашла способ привлечь очень много низового квакеров в своей деятельности. Одна из программ ВККД, созданных во время холодной войны, известна как «Правильное распределение мировых ресурсов». Её целью является сбор средств среди квакеров «первого мира» для финансирования небольших проектов взаимопомощи в странах «третьего мира». Эта программа нашла поддержку и у евангельских Друзей.

### Деятельность квакеров во время Второй мировой войны и послевоенные годы
В 1930-е гг. и на протяжении Второй мировой войны квакерские организации помогали людям выбираться из нацистской Германии, обеспечивали помощь детям по обеим сторонам линии фронта гражданской войны в Испании и помогала беженцам из вишистской Франции.
В 1938—1939 гг. десяти тысячам еврейских детей из Европы были выданы временные визы Великобритании, что позволило им избежать печальной участи жертв Холокоста. Существенную роль в давлении на британское правительство предоставить эти визы сыграли американские квакеры. По прибытии в Британию британские квакеры заботились о детях, в том числе сопровождали их в дальнейших передвижениях по стране. Эта операция вошла в историю как «Киндертранспорт».
После окончания войны квакеры оказывали помощь и участвовали в восстановительных работах в Европе, Японии, Индии и Китае. В 1947 г. АКДСО участвовал в переселении беженцев в распадающейся Индии и в секторе Газа.
В 1947 г. АКДСО вместе с британским Советом Друзей на службе обществу, как представители Друзей со всего света, получили Нобелевскую премию мира.

### Результаты усилий по распространению квакерства
Ортодоксальные Друзья (ОСД) и евангельские Друзья благодаря своим миссионерским усилиям приобрели большее количество обращенных за пределами Соединенных Штатов, чем внутри страны. В конце XX века у консервативных Друзей («вилбуритов») оставалось только три небольших годовых собрания. В Великобритании и Европе преобладало организационное единство и почти все собрания придерживались либерального «непрограммированного» стиля богослужений. В Латинской Америке и Африке, где были активны евангельские миссионеры, подавляющее большинство собраний являются «программированными».
В августе 1902 г. три американских Друга из Огайо (США) прибыли в Кению и на западе страны организовали миссию, которая действовала при поддержке Пятилетнего собрания (ныне ОСД).
Начиная с этого шага, квакерские собрания в XX веке стали появляться по всей Кении. В 1942 г. в стране был основан Библейский Институт. Со временем квакерами также было открыто несколько других колледжей и больниц. Со временем деятельность квакеров распространилась на соседние Бурунди, Уганду и Танзанию. Как результат, в восточной и центральной Африке сейчас действует около двадцати годовых собраний.
С 1919 г. квакерские проповедники прибыли в Боливию. Постепенно их деятельность вылилась в появление более сотни конгрегаций по всей стране, объединенных в Национальную евангелическую Церковь Друзей.
Помимо этого примерно в то же время на севере Боливии среди индейцев Аймара стали действовать миссионеры из ортодоксальных собраний американского штата Индиана (ныне независимое Центральное Годовое собрание, относящееся к традиции «святости»). Их деятельность в итоге привела к возникновению нескольких многочисленных годовых собраний.
Квакерские миссионеры также активно действовали в Перу, Гондурасе, Гватемале, Сальвадоре, Мексике и на Кубе. В каждой из этих стран были созданы собрания или церкви Друзей.
В 1951 г. несколько десятков квакеров, отказывавшихся от призыва на военную службу во время Корейской войны, эмигрировали из США в Коста-Рику и поселились в районе Монтеверде. Они основали фабрику по производству сыра, школу и приобрели большой участок земли, который со временем стал Заповедником Монтеверде. Квакеры сыграли значительную роль в развитии местного сообщества.
В 1995 г. создано и в 2000 г. официально зарегистрировано немногочисленное Московское месячное собрание Друзей (квакеров).